# Desembarco de Sidi Dris
El Desembarco de Sidi Dris fue una operación militar anfibia realizada el día 12 de marzo de 1921 por la marina Española en época del protectorado Español de Marruecos durante la guerra del Rif, en Sidi Dris, Budinar, Marruecos.

## Antecedentes
El general Fernández Silvestre, comandante general de Melilla, plantea la penetración en el Rif partiendo de esta plaza de soberanía.

## Desembarco
Desembarca la columna del coronel Gabriel Morales y Mendigutia formada por dos mil hombres transportados en los mercantes Reina Victoria y Gandía con el apoyo del cañonero Lauria y una escuadrilla de aviones.
El objetivo perseguido es el de posibilitar futuras operaciones ya que tanto Alfrau cono Sidi Dris eran los únicos acceso marítimos de la República del Rif por donde recibían armas.

## Consecuencias
Estas dos operaciones de desembarco en conjunción con el avance terrestre desde Melilla permiten ocupar Annual e Igueriben, posiciones de triste recuerdo para las tropas españolas tras el asedio que sufrieron por parte de los rifeños y que daría lugar, en agosto de ese mismo año, al Desastre de Annual.